# Station Jordbro
Jordbro is een station van het stadsgewestelijk spoorwegnet van Stockholm in de gemeente Haninge aan de Nynäsbanan op 28,8 kilometer ten zuiden van Stockholm C.

## Geschiedenis
In 1901 werd tegelijk met de Nynäsbanan een halte in het gebied geopend. Begin jaren 60 van de 20ste eeuw kwam de woningbouw aan de oostkant van het spoor opgang en werd een spooraansluiting voor het industrieterrein aan de westkant in gebruik genomen. In 1973 werd een voorstadstation in metrostijl geopend dat in 1995, in het kader van de spoor verdubbeling, werd opgeknapt en voorzien van een extra toegang aan de noordkant.

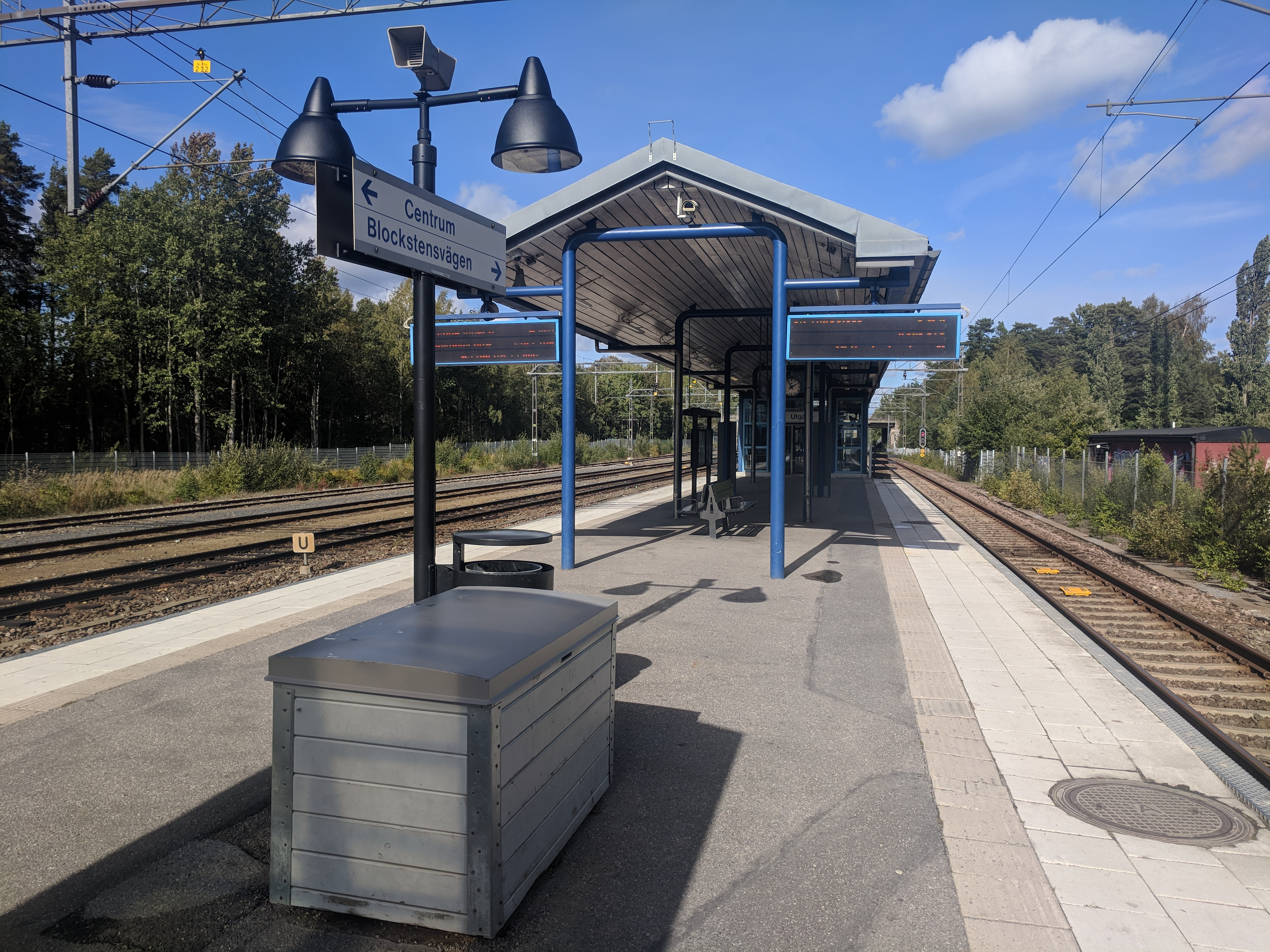
Het noordeinde van het perron.
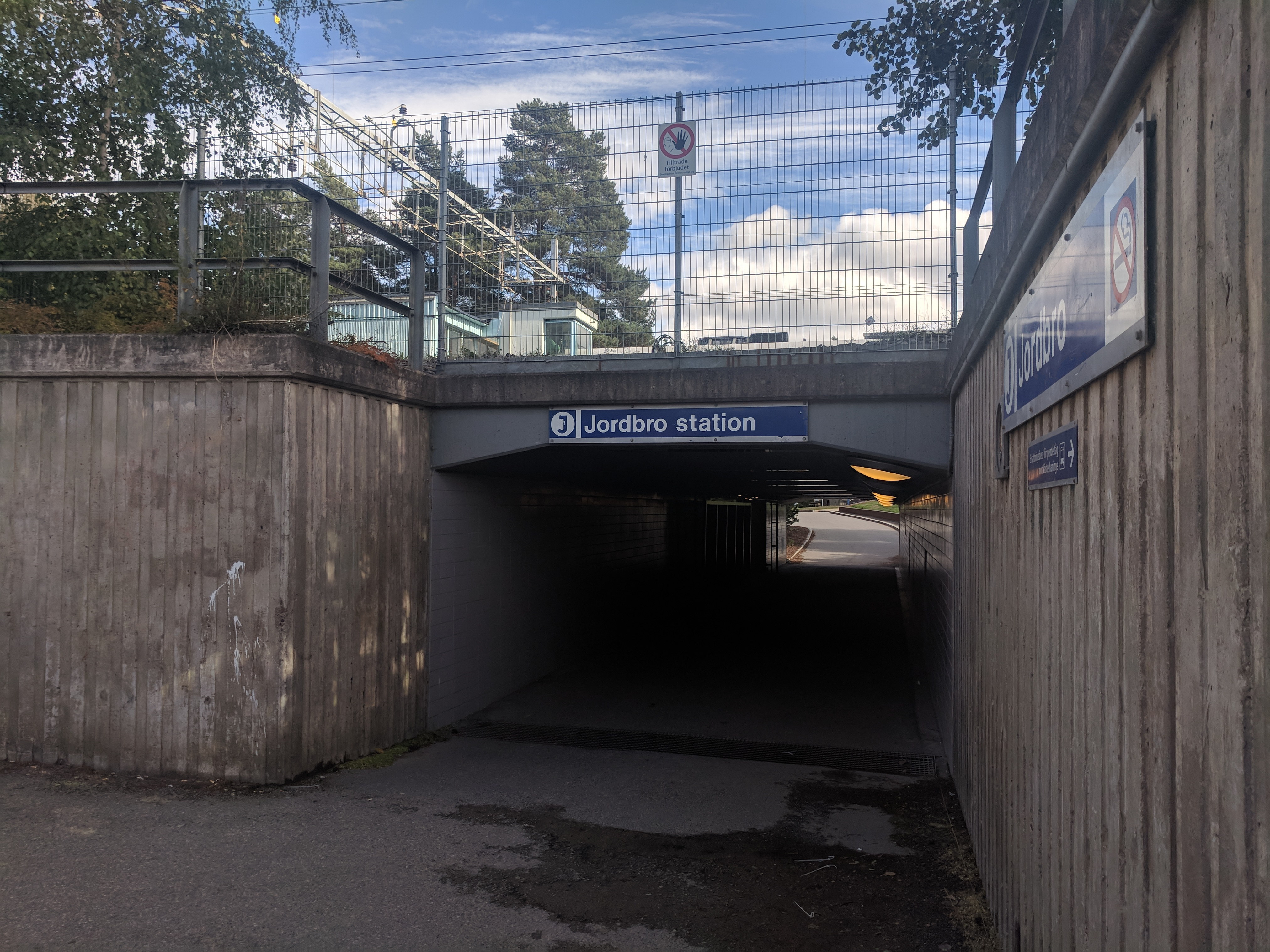
De ingang uit 1973.

Het eilandperron is toegankelijk via ingangen aan beide perroneinden. Het station verwerkt op een winterdag rond de 3.700 reizigers per dag. Naast het station hebben verschillende buslijnen van SL een halte.